# Tweede Kamerverkiezingen in het kiesdistrict Breukelen

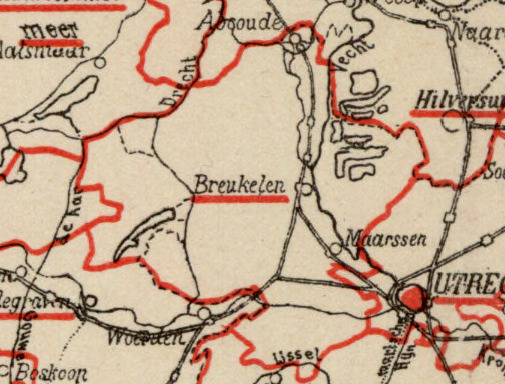
Kiesdistrict Breukelen (1888)

Tweede Kamerverkiezingen in het kiesdistrict Breukelen geeft een overzicht van verkiezingen voor de Nederlandse Tweede Kamer in het kiesdistrict Breukelen in de periode 1888-1918.
Het kiesdistrict Breukelen werd ingesteld na de grondwetsherziening van 1887. Tot het kiesdistrict behoorden de volgende gemeenten: Abcoude-Baambrugge, Abcoude-Proostdij, Breukelen-Nijenrode, Breukelen-Sint Pieters, Haarzuilens, Harmelen, Kamerik, Kockengen, Laag-Nieuwkoop, Linschoten, Loenen, Loenersloot, Loosdrecht, Maarssen, Maarsseveen, Mijdrecht, Nieuwkoop, Nieuwveen, Ruwiel, Ter Aar, Tienhoven, Veldhuizen, Vinkeveen, Vleuten, Vreeland, Wilnis, Zegveld, Zevenhoven en Zuilen.
Het kiesdistrict Breukelen vaardigde in dit tijdvak per zittingsperiode één lid af naar de Tweede Kamer. 
Legenda
- cursief: in de eerste verkiezingsronde geëindigd op de eerste of tweede plaats, en geplaatst voor de tweede ronde;
- vet: gekozen als lid van de Tweede Kamer.

## 6 maart 1888
De verkiezingen werden gehouden na vervroegde ontbinding van de Tweede Kamer.
|                       | 6 maart | 20 maart |
| --------------------- | ------- | -------- |
| Kiesgerechtigden      | 3.800   | 4.797    |
| Opkomst               | 3.494   | 3.474    |
| Geldige stemmen       | 3.480   | 3.425    |
| Blanco stemmen        | 10      | 42       |
| Kandidaten            |         |          |
| W.J. Roijaards        | 1.156   | 1.729    |
| S.M. van Wijck        | 1.245   | 1.696    |
| C.M.E. van Löben Sels | 1.076   |          |

## 9 juni 1891
De verkiezingen werden gehouden na ontbinding van de Tweede Kamer.
|                           | 9 juni | 23 juni |
| ------------------------- | ------ | ------- |
| Kiesgerechtigden          | 3.851  | 3.851   |
| Opkomst                   | 3.366  | 3.491   |
| Geldige stemmen           | 3.349  | 3.424   |
| Blanco stemmen            | 15     | 64      |
| Kandidaten                |        |         |
| W.J. Roijaards            | 1.246  | 1.755   |
| S.M. van Wijck            | 1.165  | 1.669   |
| W.G. Brantsen van de Zijp | 913    |         |

## 10 april 1894
De verkiezingen werden gehouden na vervroegde ontbinding van de Tweede Kamer.
|                    | 10 april | 24 april |
| ------------------ | -------- | -------- |
| Kiesgerechtigden   | 3.766    | 3.766    |
| Opkomst            | 2.979    | 3.122    |
| Geldige stemmen    | 2.940    | 3.083    |
| Blanco stemmen     | 37       | 35       |
| Kandidaten         |          |          |
| W.J. Roijaards     | 1.345    | 1.797    |
| H.J.A.M. Schaepman | 856      | 1.286    |
| M. van Waart       | 728      |          |

## 30 maart 1897
Willem Roijaards, gekozen bij de verkiezingen van 10 en 24 april 1894, overleed op 2 maart 1897. Om in de ontstane vacature te voorzien werd een tussentijdse verkiezing gehouden.
|                       | 30 maart |
| --------------------- | -------- |
| Kiesgerechtigden      | 3.860    |
| Opkomst               | 2.113    |
| Geldige stemmen       | 2.060    |
| Blanco stemmen        | 28       |
| Kandidaten            |          |
| J.E. Huijdecoper      | 1.355    |
| J.H. de Waal Malefijt | 660      |

## 15 juni 1897
De verkiezingen werden gehouden na ontbinding van de Tweede Kamer.
|                               | 15 juni |
| ----------------------------- | ------- |
| Kiesgerechtigden              | 7.149   |
| Opkomst                       | 6.379   |
| Geldige stemmen               | 6.326   |
| Blanco stemmen                | 53      |
| Kandidaten                    |         |
| J.H. de Waal Malefijt         | 3.441   |
| J.E. Huijdecoper              | 2.308   |
| O.J.E. Wassenaer van Catwijck | 577     |

## 14 juni 1901
De verkiezingen werden gehouden na ontbinding van de Tweede Kamer.
|                           | 14 juni | 27 juni |
| ------------------------- | ------- | ------- |
| Kiesgerechtigden          | 6.710   | 6.710   |
| Opkomst                   | 5.552   | 5.541   |
| Geldige stemmen           | 5.392   | 5.468   |
| Blanco stemmen            | 160     | 73      |
| Kandidaten                |         |         |
| J.H. de Waal Malefijt     | 1.765   | 3.111   |
| F.J.A.M. Wierdels         | 1.944   | 2.357   |
| H.J. Doude van Troostwijk | 903     |         |
| W.P. Ruijsch              | 780     |         |

## 16 juni 1905
De verkiezingen werden gehouden na ontbinding van de Tweede Kamer.
|                       | 16 juni |
| --------------------- | ------- |
| Kiesgerechtigden      | 7.541   |
| Opkomst               | 6.144   |
| Geldige stemmen       | 6.073   |
| Blanco stemmen        | 71      |
| Kandidaten            |         |
| J.H. de Waal Malefijt | 4.248   |
| H.P. Kapteyn          | 1.825   |

## 11 juni 1909
De verkiezingen werden gehouden na ontbinding van de Tweede Kamer.
|                       | 11 juni |
| --------------------- | ------- |
| Kiesgerechtigden      | 7.758   |
| Kandidaten            |         |
| J.H. de Waal Malefijt |         |

De Waal Malefijt was de enige kandidaat; hij werd zonder nadere stemming gekozen verklaard.

## 22 september 1909
Jan de Waal Malefijt, gekozen bij de verkiezingen van 11 juni 1909, nam zijn benoeming niet aan vanwege zijn toetreding op 16 augustus 1909 tot het na de verkiezingen geformeerde kabinet-Heemskerk. Om in de ontstane vacature te voorzien werd een naverkiezing gehouden.
|                                             | 22 september | 5 oktober |
| ------------------------------------------- | ------------ | --------- |
| Kiesgerechtigden                            | 7.764        | 7.764     |
| Opkomst                                     | 6.474        | 6.739     |
| Geldige stemmen                             | 6.416        | 6.675     |
| Blanco stemmen                              | 58           | 64        |
| Kandidaten                                  |              |           |
| F.H. de Monté verLoren                      | 1.772        | 3.514     |
| J.B.L.C.C. van Wijkerslooth de Weerdesteijn | 2.621        | 3.161     |
| F.L.S.F. van Tuyl van Serooskerken          | 1.070        |           |
| H.J. Doude van Troostwijk                   | 953          |           |

## 17 juni 1913
De verkiezingen werden gehouden na ontbinding van de Tweede Kamer.
|                        | 17 juni |
| ---------------------- | ------- |
| Kiesgerechtigden       | 8.318   |
| Opkomst                | 6.926   |
| Geldige stemmen        | 6.887   |
| Blanco stemmen         | 39      |
| Kandidaten             |         |
| F.H. de Monté verLoren | 5.040   |
| J.A. van Hamel         | 1.847   |

## 15 juni 1917
De verkiezingen werden gehouden na ontbinding van de Tweede Kamer.
|                        | 15 juni |
| ---------------------- | ------- |
| Kiesgerechtigden       | 8.618   |
| Kandidaten             |         |
| F.H. de Monté verLoren |         |

De zeven in de vorige Tweede Kamer vertegenwoordigde partijen hadden afgesproken in elkaars kiesdistricten geen tegenkandidaten te stellen. De Monté verLoren was derhalve de enige kandidaat; hij werd zonder nadere stemming gekozen verklaard.

## Opheffing
De verkiezing van 1917 was de laatste verkiezing voor het kiesdistrict Breukelen. In 1918 werd voor verkiezingen voor de Tweede Kamer overgegaan op een systeem van evenredige vertegenwoordiging met kandidatenlijsten van politieke partijen.